# Unforgiven 2004
Unforgiven 2004 è stata la settima edizione dell'evento in pay-per-view Unforgiven, prodotto dalla World Wrestling Entertainment. L'evento, esclusivo del roster di Raw, si è svolto il 12 settembre 2004 al Rose Garden di Portland. La tagline dell'evento era Insane. Pain. Kane. ("Folle. Dolore. Kane"), mentre la colonna sonora è stata Survival of the Sickest dei Saliva.
Il main event dell'evento fu quello per il World Heavyweight Championship tra il campione Randy Orton e lo sfidante Triple H, vinto da quest'ultimo dopo l'esecuzione del Pedigree sopra una sedia d'acciaio. Uno degli incontri predominanti della card fu Shawn Michaels contro Kane in uno No Disqualification match, vinto da Michaels dopo aver colpito Kane con la Sweet Chin Music. Un altro incontro principale dell'undercard fu Chris Jericho contro Christian in un Ladder match per l'Intercontinental Championship, vinto da Jericho.

## Storyline
La rivalità principale dell'evento fu quella per il World Heavyweight Championship tra il campione Randy Orton e lo sfidante Triple H. A SummerSlam, Orton sconfisse Chris Benoit conquistando il World Heavyweight Championship, diventando il campione del mondo più giovane nella storia della WWE. Nella puntata di Raw del 16 agosto, Orton difese con successo il titolo contro Benoit nella rivincita. Dopo il match, l'Evolution (Batista, Ric Flair e Triple H), alleati di Orton, lo portarono in trionfo con una finta celebrazione, la quale in seguito si rivelò essere un attacco dell'Evolution nei confronti di Orton e Triple H disse che Orton non era niente senza l'Evolution. Nella puntata di Raw del 23 agosto, dopo aver rifiutato di cedere il titolo a Triple H, Orton gli sputò nel volto e lo colpì con il titolo. Il general manager di Raw Eric Bischoff organizzò un match tra i due per il World Heavyweight Championship a Unforgiven. La settimana successiva a Raw, Eugene sconfisse Triple H in un incontro singolo in seguito all'interferenza di Orton che colpì Triple H con l'RKO. Nella puntata di Raw del 6 settembre, Orton sconfisse Kane in uno Steel Cage match. Poco dopo la fine del match, Ric Flair e Batista intervennero insieme a Triple H per attaccare Orton, che riuscì a fuggire dall'attacco. In un'intervista concessa al Daily Star nel 2006, Orton rivelò che al chairman della WWE, Vince McMahon, venne l'idea di rendere Orton un beniamino del pubblico nel giorno di SummerSlam.
La seconda rivalità principale fu tra Kane e Shawn Michaels. Il tutto ebbe inizio la notte dopo Bad Blood, quando Michaels perse contro Triple H in un Hell in a Cell match. Nella puntata di Raw successiva a Bad Blood, il commentatore di Raw Jim Ross, cercò di ristabilire la calma tra Michaels e Triple H con una stretta di mano. Mentre Michaels e Triple H stavano per stringersi la mano, Kane intervenne e attaccò Michaels infortunandolo alla gola. Nella puntata di Raw del 28 giugno, Ross intervistò Kane e gli chiese di spiegare le sue azioni ai danni di Michaels; Kane disse di aver attaccato Michaels perché aveva bisogno di sfogare la sua rabbia, causata dalla sconfitta patita a Bad Blood contro Chris Benoit per il World Heavyweight Championship. Nella puntata di Raw del 30 agosto, Kane rivelò che Eric Bischoff gli aveva concesso come regalo del suo matrimonio con Lita, che aveva sposato la settimana precedente, l'opportunità di affrontare un avversario qualsiasi a Unforgiven. Lita informò Kane che il regalo di Bischoff era per entrambi e scelse Shawn Michaels come avversario di Kane.
La terza rivalità principale fu quella per il vacante WWE Intercontinental Championship tra Chris Jericho e Christian. Nella puntata di Raw del 6 settembre, Eric Bischoff privò Edge dell'Intercontinental Championship, in quanto egli subì un vero infortunio. Christian interruppe Bischoff e affermò che tutti i suoi peeps avrebbero fatto una rivolta se Bischoff non gli avesse assegnato l'Intercontinental Championship. Jericho suggerì a Bischoff di organizzare un match titolato tra lui e Christian la sera stessa. Tuttavia, Bischoff annunciò un ladder match tra Christian e Jericho per Unforgiven.

## Evento
Prima della messa in onda del pay—per-view, Maven sconfisse Rodney Mack (con Jazz) in un match svoltosi a Sunday Night Heat.

### Match preliminari
Il primo match fu il tag team match tra la coppia formata da Chris Benoit e William Regal contro l'Evolution (Ric Flair e Batista). Il match iniziò con Batista e Chris Benoit, che ebbero una piccola rissa fino al cambio tra Batista e Flair. Flair e Benoit si colpirono reciprocamente con delle knife edge chops. Successivamente, Batista prese il controllo del match ai danni di Regal fino al tag di Benoit e Flair. Flair tentò di eseguire la figure four lock, che venne contrattaccata da Benoit trasformandola in una Crippler Crossface costringendo Flair alla resa.
Il match successivo fu per il WWE Women's Championship tra la campionessa Trish Stratus (accompagnata da Tyson Tomko) e la sfidante Victoria. Nella prima parte del match, Victoria prese il controllo ai danni della Stratus, tuttavia dopo l'interferenza di Tomko, la Stratus prese il controllo della contesa e colpì Victoria con la Stratusfaction, che le permise di vincere il match e mantenere il titolo. Dopo il match, Tomko cercò di attaccare Victoria, la quale venne salvata da un uomo sconosciuto travestito. Tomko sfidò poi il wrestler misterioso in un match.
Il terzo match fu tra Tyson Tomko e Stevie Richards, l'uomo vestito con gli abiti da donna. Tomko prese subìto il controllo dell'incontro togliendo tutti i vestiti di Richards, lasciandolo in biancheria intima da donna. Tomko continuò ad attaccare Richards per poi eseguire uno swinging neckbreaker e schienarlo per la vittoria.
Il quarto match fu quello valevole per il vacante WWE Intercontinental Championship tra Chris Jericho e Christian in un ladder match. Christian e Jericho iniziarono una rissa nel ring e Christian si portò in vantaggio dopo aver colpito Jericho con un running enzuigiri. I due continuarono a lottare alla pari, fino a quando Jericho applicò la Walls of Jericho ai danni di Christian sulla cima della scala, che causò la caduta di quest'ultimo da essa. Jericho fallì il primo tentativo di recuperare il titolo, ma fu in grado di posizionare un'altra scala e prendere il titolo vincendo il match e l'Intercontinental Championship all'epoca per un regno di sei regni.

### Match principali
Il match seguente fu il no disqualification match tra Kane, accompagnato da Lita, e Shawn Michaels. Kane si portò in vantaggio eseguendo un suplex su Michaels sopra il tavolo dei commentatori. Kane continuò a dominare il match attaccando Michaels a bordo ring con i gradoni d'acciaio, causandogli una ferita. Quando Kane tentò di colpire Michaels con una sedia d'acciaio, Lita interferì tolse la sedia al primo. Kane tentò di eseguire la chokeslam, ma Michaels la contrastò e lo colpì con la Sweet Chin Music per poi schienarlo e vincere il match.
Il match che seguì fu quello per il World Tag Team Championship tra i campioni de La Résistance (Sylvain Grenier e René Duprée) e il team formato da Tajiri e Rhyno. Grenier colpì Rhyno con la bandiera del Québec e lo schienò per mantenere il titolo di coppia.
Il main event fu il match con in palio il World Heavyweight Championship tra Triple H e il campione in carica Randy Orton. Durante il match, Ric Flair e Batista interferirono in favore di Triple H, attaccando Orton quando l'arbitro era disteso a terra. Jonathan Coachman, interferì portandosi una maglietta da arbitro per prendere il posto dell'arbitro a terra. Orton reagì attaccando Flair e Batista, per poi eseguire una RKO su Coachman. Triple H colpì Orton con una sedia ed eseguì il Pedigree su di essa. Batista riportò l'arbitro all'interno del ring per procedere con lo schienamento che diede la vittoria e la conquista del titolo a Triple H.

## Conseguenze
Dopo Unforgiven, Triple H celebrò la conquista del titolo con sei donne, confetti, stelle filanti e una torta gigante. La celebrazione venne interrotta da Randy Orton che attaccò tutti e tre i membri dell'Evolution. Orton fu inelegibile come avversario di Triple H per il World Heavyweight Championship a Taboo Tuesday, dopo aver perso un match contro Batista. Nella puntata di Raw del 4 ottobre, Chris Benoit e Edge vennero rivelati come due dei possibili candidati per affrontare Triple H per il World Heavyweight Championship a Taboo Tuesday, mentre Shawn Michaels ottenne il posto di candidato sconfiggendo Christian. Nella puntata di Raw del 18 ottobre, Edge sconfisse Michaels e Benoit in un triple threat match. Durante il match, Michaels si infortunò al ginocchio, e più tardi venne rivelato che Michaels si era strappato il menisco. A Taboo Tuesday, Michaels vinse il sondaggio e affrontò Triple H per il World Heavyweight Championship, perdendo dopo essere stato colpito da Edge con una spear.
Randy Orton iniziò una rivalità con Ric Flair, dopo che quest'ultimo fu il responsabile della sconfitta di Orton contro Batista. Orton fece un promo su ogni riconoscimento di Flair e lo criticò per aver chiamato Triple H il più grande wrestler di tutti i tempi. Flair rispose a Orton dicendo che i wrestler come Shawn Michaels e Mick Foley, con i quali Orton aveva avuto delle rivalità in precedenza, non erano leggende e quindi Orton non era un uccisore di leggende. Flair disse inoltre che egli e Orton avrebbero avuto un match a Taboo Tuesday e i fan avrebbero potuto scegliere la stipulazione. A Taboo Tuesday, Orton e Flair si affrontarono in uno steel cage match, vinto da Orton.
A Taboo Tuesday, Chris Jericho perse l'Intercontinental Championship contro Shelton Benjamin per schienamento. Benjamin vinse il sondaggio per affrontare Jericho; Gli altri wrestler nel sondaggio erano Batista, Jonathan Coachman, Christian, Rhyno, Maven, William Regal, The Hurricane, Tyson Tomko, Tajiri, Steven Richards, Val Venis, Rosey, Chuck Palumbo e Rodney Mack.
Nella puntata di Raw dell'11 ottobre, La Résistance difese il World Tag Team Championship contro Eugene e William Regal. Regal colpì Sylvain Grenier con un paio di tirapugni e lo schienò per vincere il titolo di coppia. Eric Bischoff fece ripartire il match e La Résistance mantenne il titolo dopo che Robért Conway aveva colpito Regal con l'asta della bandiera. Bischoff informò La Résistance avrebbero difeso il World Tag Team Championship a Taboo Tuesday contro due dei tre wrestler che non sarebbero stati votati come sfidanti di Triple H per il World Heavyweight Championship. Shawn Michaels vinse la votazione e diede cos' l'opportunità a Edge e Chris Benoit di combattere per il titolo di coppia. Tuttavia durante il match, Edge abbandonò Benoit, il quale fece cedere Conway alla Crippler Crossface e vinse il World Tag Team Championship.

## Risultati
| #    | Incontri                                                                     | Stipulazioni                                          | Durata |
| ---- | ---------------------------------------------------------------------------- | ----------------------------------------------------- | ------ |
| Heat | Maven ha sconfitto Rodney Mack (con Jazz)                                    | Single match                                          | 04:42  |
| 1    | Chris Benoit e William Regal hanno sconfitto Evolution (Batista e Ric Flair) | Tag team match                                        | 15:07  |
| 2    | Trish Stratus (c) (con Tyson Tomko) ha sconfitto Victoria                    | Single match per il WWE Women's Championship          | 08:21  |
| 3    | Tyson Tomko (con Trish Stratus) ha sconfitto Steven Richards                 | Single match                                          | 06:24  |
| 4    | Chris Jericho ha sconfitto Christian                                         | Ladder match per il WWE Intercontinental Championship | 22:29  |
| 5    | Shawn Michaels ha sconfitto Kane (con Lita)                                  | No disqualification match                             | 18:02  |
| 6    | La Résistance (c) ha sconfitto Rhyno e Tajiri                                | Tag team match per il World Tag Team Championship     | 09:40  |
| 7    | Triple H ha sconfitto Randy Orton (c)                                        | Single match per il World Heavyweight Championship    | 24:45  |